# 史岱文森高中

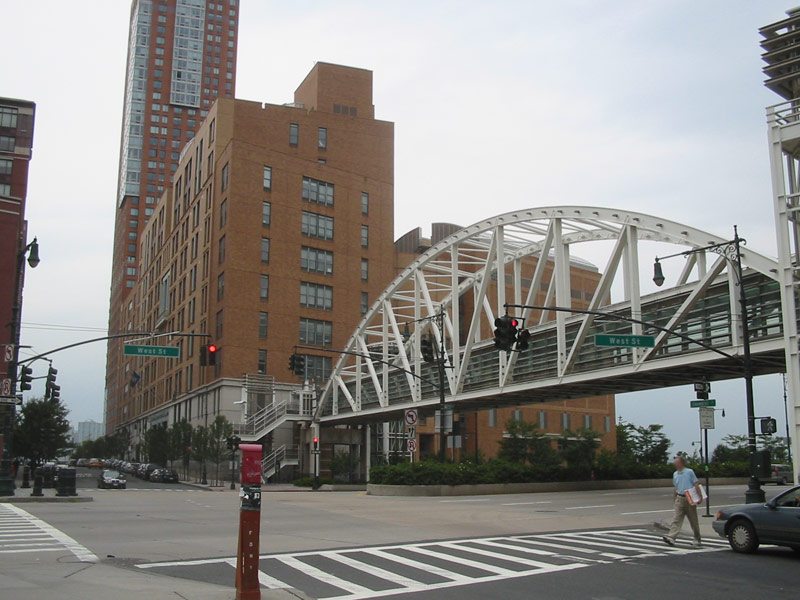
史岱文森高中

史岱文森高級中學（英語：l，發音： i/ˈstaɪvəsənt/），經常簡稱為“Stuy”，位於美國紐約曼哈頓，是所屬於紐約市教育局的特別高級中學（specialized high school）。
該校創立於1904年，1992年遷至曼哈頓下城砲台公園城現址。史岱文森高中属于紐約市教育局的特别高中，参加特别高中入学考试（Specialized High Schools Admissions Test， SHSAT）是入学的唯一途径。史岱文森高中的录取分数在紐約八所特別高中最高，在每年10月至11月，約3萬名8年级及9年級学生会参加150分钟的入学考试，僅有800多名考生录取該校。
史岱文森高中以科學及數學見長，对當地學生免收学费，产生了四位诺贝尔奖得主，有許多各領域的知名人士曾在此校就讀。另外還有聞名全美加的科學展示獎項－西屋科學獎，該校的許多畢業校友都曾經參加過此獎項爭霸，擁有不錯的成績。
史岱文森高中學生会接受大学準備教育，包括英文、历史、生物、化学、物理、数学、外语和为时一个学期的艺术、音乐、醫療、工程制图和電腦科學和两门实验室技术。該校学生可以選擇修習多达29門大学先修课程（Advanced Placement，AP）和逾55門选修課程，包括华尔街、系统编程、分子生物学、科技文写作。绝大多数学生在三年級便完成高中毕业考试，在第四年学习微积分。該校也提供微分方程和更高程度的数学課程。
截至2021年秋季，史岱文森高中學生人數共3,344人。根據美國新聞與世界報導2021年全美公立高中排名，史岱文森高中位居第44名、紐約州第7名。

## 历史

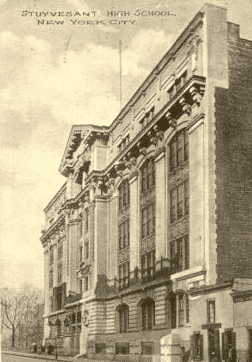
1909年明信片上的纽约东15街史岱文森教学楼

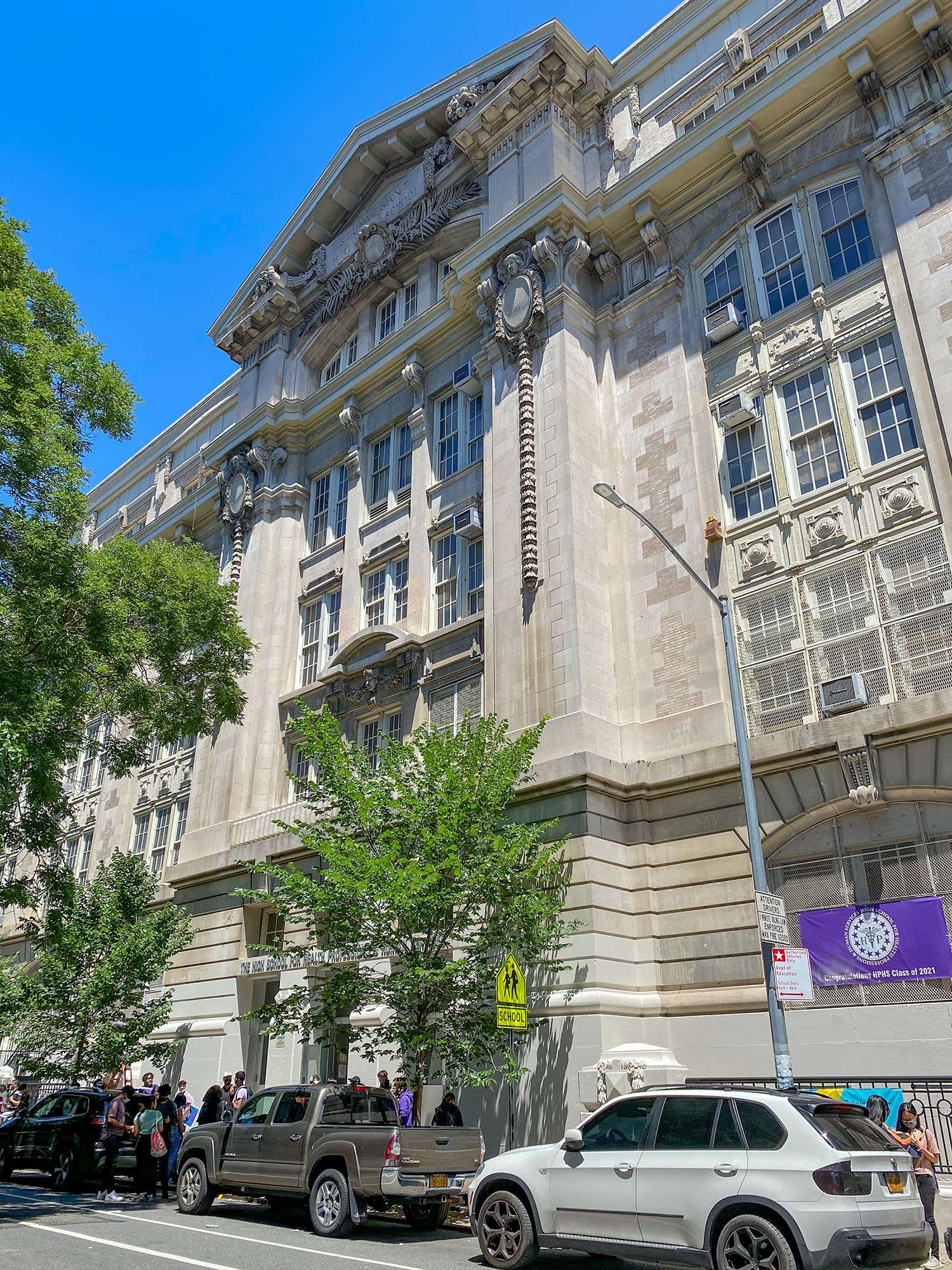
位于纽约东15街的史岱文森高中旧址，拍摄于2021年

史岱文森高中的命名来自彼得·斯泰弗森特。彼得·斯泰弗森特是新尼泽兰最后一任荷兰执政官，殖民地后被英国于1664年占领。学校建立于1904年，作为培训男孩的技校，有155名学生，12位老师。1907年，学校从原先的 225 East 23rd Street 移到了 C. B. J. Snyder 在 345 East 15th Street 设计的新楼，并在那里度过了85年。它在数学与科学上的声誉与日俱增，到1919年，学校开始使用考试来限制入学人数。因学子众多，史岱文森高中开始施行两班倒，一些学生上早课，另一些上晚课。所有学生都学通科。两班倒学制到1957年废止。
学校自1934年起设立了系统的入学考试。在哥伦比亚大学支持下设计的考试制度在日后为更多学校采用，包括新建的布朗克斯科学高中。20世纪50年代，校楼获得了200万美金资助，将教室、商店、图书馆和食堂翻新。1956年，一个六人学生组开始设计建造回旋加速器。小组由 Martin Gersten 牵头，并有  John Sutherland, Charles Abzug 和 Robert Rudko 的支持。顾问是化学部的 Abraham Kerner 先生。到1962年，设备在低能量环境下实验成功。 Matt Deming (1962) 记得最后一次全能量实验“蓄积了建筑及周边地区的所有能量。”
在1969年之前，史岱文森高中不接收女生。但在该年，由14名女生被学校录取，九月份开学时有12名报到，标志着学校成为了男女兼收高中。2002年，女生入学率增长到42%。纽约州议会在1972年制定了Hecht-Calandra 法案，设立布鲁克林技术高中、布朗克斯科学高中、史岱文森高中和音乐艺术高中（现为Fiorello H. LaGuardia High School of Music & Art and Performing Arts）为纽约市特别高中。法案要求布鲁克林技术高中、布朗克斯科学高中、史岱文森高中通过统一考试来选拔生源。考试被命名为特别高中入学考试（Specialized High Schools Admissions Test， SHSAT)，测试考生的数学和语文水平。LaGuardia  高中的入学不是通过考试，而是通过面试，以保证艺术的精神。
史岱文森高中於1992年搬迁到了曼哈頓砲台公園城临哈德逊河的新教学楼。第15街上的教学楼即“老史岱文森校园”一直运行到2012年，被用作合作教学，保健与人文服务和226小学。在2003-2004学年，史岱文森举办了为期一年的百年校庆。活动包括从第15街教学大樓到Chambers Street的遊行、全美数理特别中学大会、校友会及知名校友演讲。近年来，毕业典礼知名演讲人包括：美國司法部長埃里克·霍尔德(2001)，前总统比尔·克林顿(2002)，联合国秘书长科菲·安南(2004)，以及 Late Night 喜劇表演員康納·歐布萊恩(2006)。
在2012年6月，約70名学生被牵扯进了一桩重大舞弊案件。依據紐約市教育局報告，一名在進行州立考試其間，透過智慧型手機發送簡訊協助同學作弊。一些学生因此被罚以禁闭。

## 入学
史岱文森在校生总计超过了3,000人，学校接收纽约市升入9 或10年级的学生。入学的唯一要求是参加特别高中入学考试（Specialized High Schools Admissions Test ，SHSAT）。使用 SHSAT 考试的学校，包括纽约特别高中在内，呈增长趋势（LaGuardia 高中除外，其录取时通过面试而非考试）。史岱文森高中录取成绩一直高于其它使用考试的学校。目前录取是通过学生个人的考试成绩，以及他的填报志愿来决定的。每年，大约 26,000 名纽约市8 年级学生参加考试。9 年级以及升入10 年级的学生也被允许参加考试，但被录取者寥寥无几。考试包括数学（文字题、计算机）和语文（阅读、逻辑推理、段落整理)能力测验。
跟据纽约教育法第12条规定，“升入布朗克斯科学高中、史岱文森高中、布鲁克林技术高中只能通过参加竞争性的、客观的、学术性的考试来得到录取，考试向纽约市所有学生开放。”目前的录取政策可以查询纽约市教育局。教育局表示，史岱文森高中仅通过SHSAT 成绩选拔考生，但是前任市长约翰·琳赛（John Lindsay）以及社区组织ACORN 认为考试对非洲裔和拉美裔考生存在歧视。

## 学术

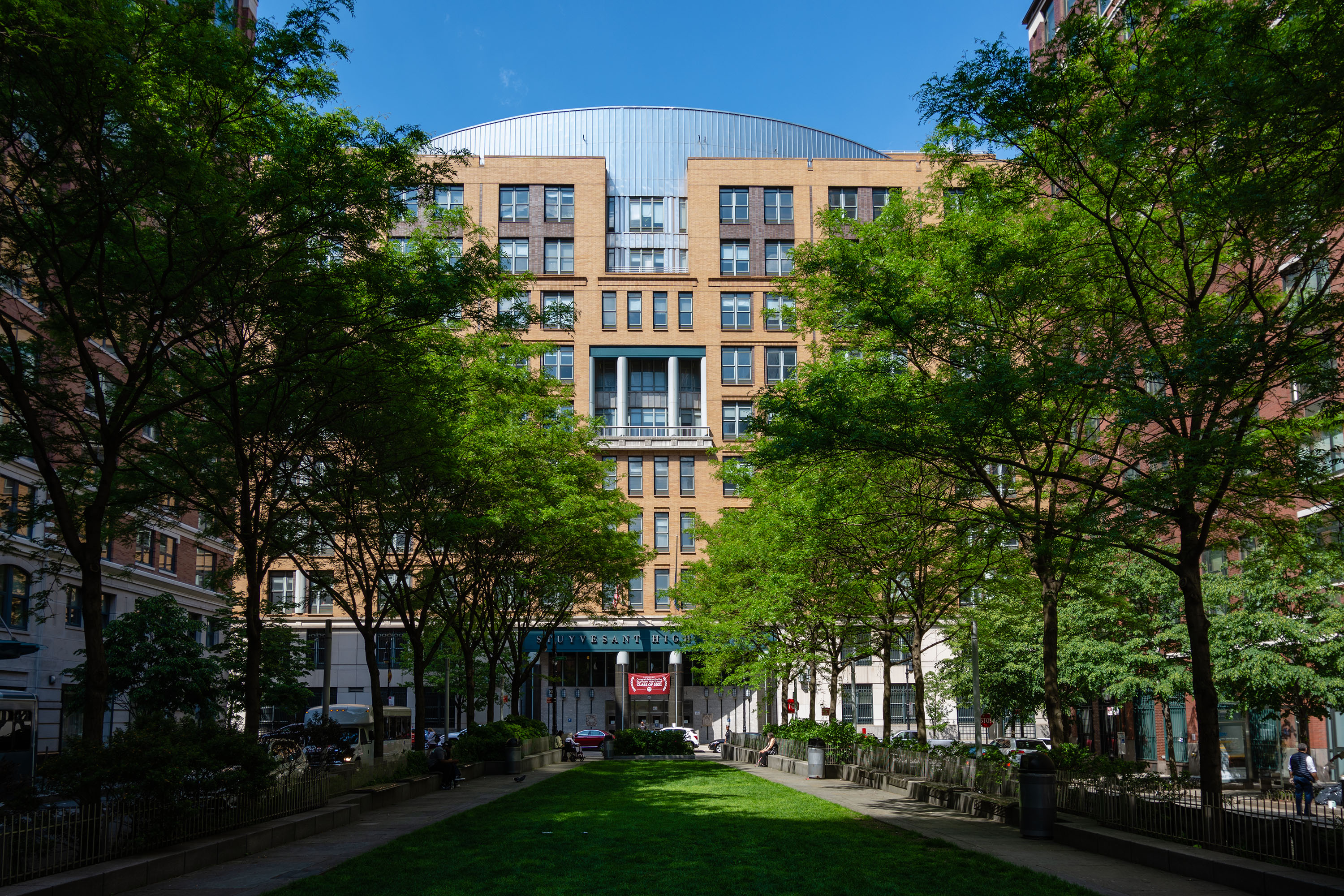
位于钱伯斯街（Chambers Street）345号的史岱文森高中正门

史岱文森高中为学生升学准备了许多课程，包括四年英语、历史、实验科学（生物、化学、物理）、四年数学和三年外语（任选一门）、一学期的艺术入门、音乐入门、健康、工程制图、两个学期的计算机等。以及两本需要实验室操作的技术课程。第四年技术课程学生可以获得一些课程免修。史岱文森为学生准备了许多的选修课程。一些特色课程包括机器人、天文学，纽约市历史，女性之声，以及财经数学。大多数学生在第三年完成纽约市高中毕业考试，并在第四年选修微积分。学校为更加出色的学生提供微分方程等高阶课程。为期一年的工程制图则是学校的必修课。学生在第一学期学习手工绘图，在第二学期学习计算机绘图(CAD)。现在，学生可选为时一学期的工程制图课（前者的压缩版），一学期的计算机入门，内容包括NetLogo和Racket编程语言.从2015届起，计算机课程将由一学期改为两学期。
学校提供多达55门大学先修课程 供学生选修，以便他们获得大学学分；有的因此在大学以二年级课程作为自己的起点。这些大学先修课程和某些课程一样，是学校的特色选修。其中的一个例子是AP英文文学与写作——物质与形而上学课程。AP英文课程着重物质与形而上世界中的文学与媒体。计算机爱好者可以在完成AP计算机课程后选修三门附加课程：系统编程、计算机绘图和软件开发。学校也提供一年的网络课程，帮助学生获得思科认证

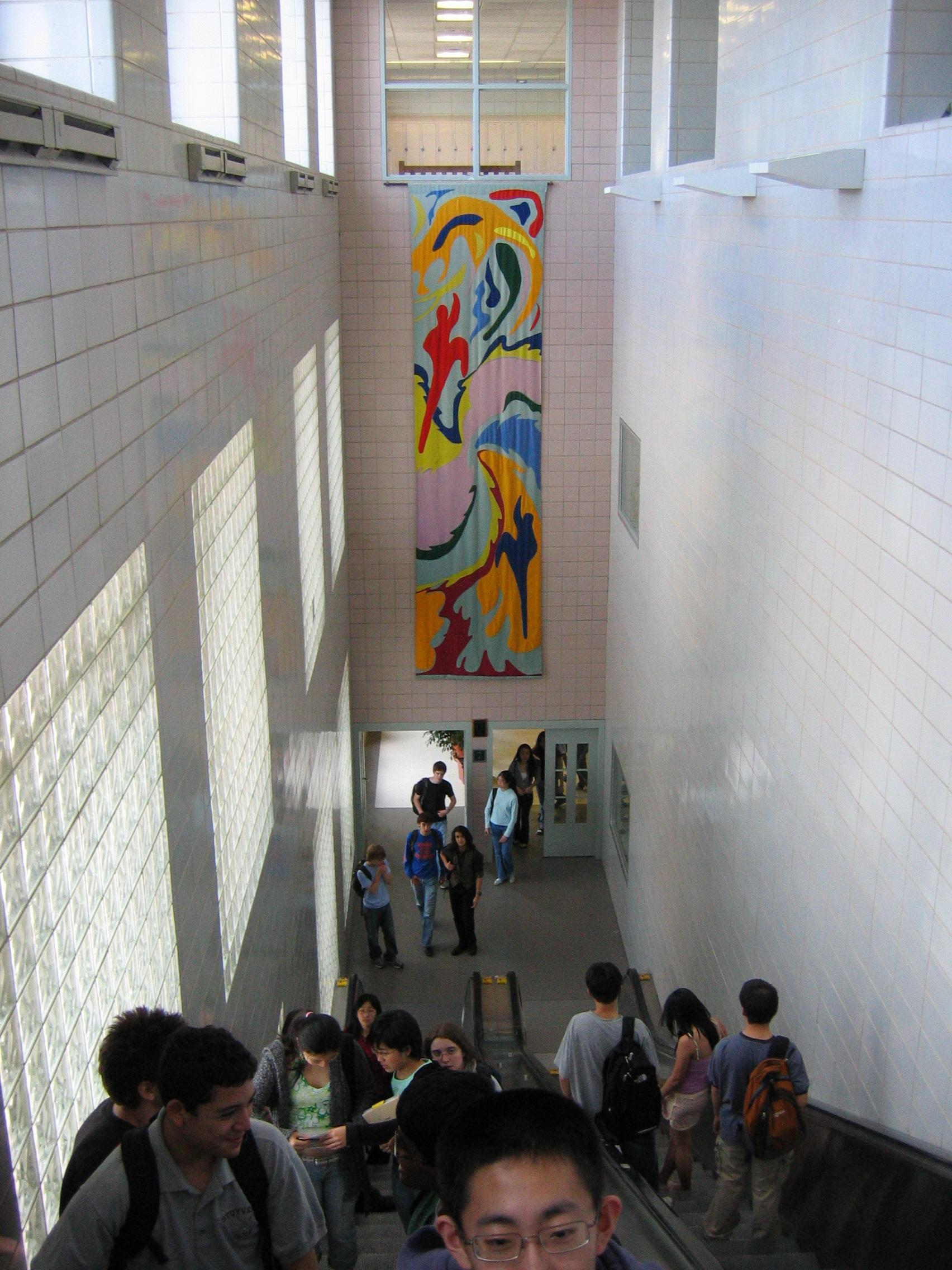
七到九层楼梯。背景旗帜由史岱文森艺术班设计绘制

史岱文森外语部提供普通话汉语、法语、德语、希伯来语、意大利语、拉丁语、韩语、日语、西班牙语。学校穆斯林学生会组织募捐，使得阿拉伯语在2005年开课。史岱文森生物和地球科学部提供的课程中包括分子生物、生理学、医学道德、医学以及兽医诊断、人类疾病、人类学和社会生物学、动物学、实验室技术、人类医学基因、植物学、癌症的分子研究、营养学、心理学。化学和物理学部提供有机化学、物理化学、天文学、机械工程、电子学。
虽然史岱文森高中因其数理特色课程而被广泛知晓，但是学校也提供优秀的人文课程，包括不列颠和其它经典文学、莎士比亚文学、科幻小说、哲学、存在主义、辩论、表演、新闻、創意寫作。历史必修包括两年世界历史（或一年世界史加一年欧洲史），一年美国历史，一学期经济学，一学期美国政府。人文选修包括美国外交政策、民法、刑法、种族歧视和迫害、种族、民族和性别研究、小企业管理学、华尔街。
2004年史岱文森高中与纽约市立学院签订协议，学院赞助高阶课后教程，授予学分，但课程由史岱文森老师教授。这些课程包括物理化学、线性代数、高阶欧几里得几何、女性历史。在2005年SAT改版前，史岱文森高中生平均成绩为1408分（满分1600，语文685，数学723）。2010年，史岱文森学生SAT平均分为2087分（满分2400，阅读674，数学735，写作678）。史岱文森是高中里参加大学先修课程考试人数最多的学校，在达到 the mastery level 上人数也是最多的。

## 公共认可
根據《美國新聞與世界報導》2021年全美公立高中排名，史岱文森高中全美排名第四十四、紐約州第七。
根據Niche （页面存档备份，存于）2021年全美公立高中排名，史岱文森高中全美排名第六、紐約州第一。

## 著名校友
- 乔舒亚·莱德伯格(1941) ——获得1958年诺贝尔生理学或医学奖。
- 罗伯特·福格尔(1944)——获得1993年诺贝尔经济学奖。
- 罗德·霍夫曼(1954)——获得1981年诺贝尔化学奖。
- 理查德·阿克塞尔 (1963) ——获得2004年诺贝尔生理学或医学奖。
- 前任香港特別行政區財政司司長曾俊華
- 前任美国司法部长埃里克·霍尔德
- 前任美国总统奥巴马高级顾问David Axelrod
- 影星劉玉玲
- 影星詹姆斯·卡格尼
- 影星Paul Reiser
- 影星蒂姆·罗宾斯
- 加拿大皇家银行高管Otto Chan
- 人类基因组医学的参与者埃里克·兰德
- 美国著名的理论物理学家与超弦理论家布莱恩·葛林
- 劉軒（美籍台裔作家及畫家劉墉之子，台灣廣播主持人暨音樂DJ），《屬於那個叛逆的年代》中〈死待蚊生高中〉即是劉軒就讀該校時該校的鲜活样貌。
- 譚嘉慧（Maurita Tam），世界貿易中心怡安集團職員，九一一襲擊事件華裔罹難者[39]、譚嘉慧獎學金紀念對象[40]。

## 更多资讯
文献
- Glickman, Emily. . Abacus Guide Educational Consulting. 2002  [2006-03-09]. （原始内容存档于2005-04-07）.
- Gonzalez, Juan. . In These Times. 2002-09-10  [2006-03-09]. （原始内容存档于2008-10-19）.
- . United States Environmental Protection Agency.   [2006-03-09]. （原始内容存档于2004-01-25）.
- . United States Environmental Protection Agency.   [2006-03-09]. （原始内容存档于2007-05-29）.

著作
- Thoms, Annie. . HarperCollins. 2002. ISBN 0-06-051718-2.
- Epstein, Alexander. Sam Erman, Chris Bull , 编. . Thunder's Mouth Press. September 2002. ISBN 1-56025-427-0.
- Klein, Alec. . Simon & Schuster. August 2007. ISBN 978-0-7432-9944-2.
- McCourt, Frank. . Scribner. November 2005. ISBN 978-0-7432-4377-3.
- Susann E., Meyer. . The Campaign for Stuyvesant. 2005.

## 外部連結
- Official site （页面存档备份，存于） （英文）

40°43′06″N 74°00′51″W / 40.718315°N 74.014249°W